# Mamadou Massaoulé Samaké
Pour les articles homonymes, voir Samaké.
Mamadou Massaoulé Samaké, né vers 1970, est un général de brigade malien.

## Biographie

### Combats au Nord-Mali
Il commande le détachement de Sikasso lors de la bataille de Konna en janvier 2013. À la tête de soldats du 62e régiment et de blindés BRDM-2, il mène une reconnaissance offensive le 9. Son unité tombe dans une embuscade sur le chemin du retour. Il prend ensuite la tête d'une colonne de 466 soldats très motivés, renforcés de 2 systèmes lance-roquettes BM-21 qui suit l'armée française avant son entrée à Gao. Le 20 février 2013, la ville de Gao fait face au retour d'un commando djihadiste et le lieutenant-colonel Samaké participe à la coordination du nettoyage,.
Il est général de brigade depuis 2024.

### À la tête du GTIA Elou
Il prend ensuite le commandement du GTIA Elou (élephants), 2e bataillon à être entraîné au combat à Koulikoro par l'EUTM Mali à partir du 9 juillet 2013. Ses 710 hommes, d'origines diverses, sont issus de tout le Mali même si la plupart étaient affectés à la 8e région militaire de Sikasso. Le bataillon est ensuite engagé sous son commandement dans l'opération Hydre en octobre-novembre 2013,.

### Commandant de la région militaire de Kidal
Il est nommé colonel plein le 1er avril 2017. En 2018, il est commandant de la région militaire 7 de Kidal, dont les forces sont stationnées à Bourem,.